# Nazionale maschile under 21 di calcio dell'Austria

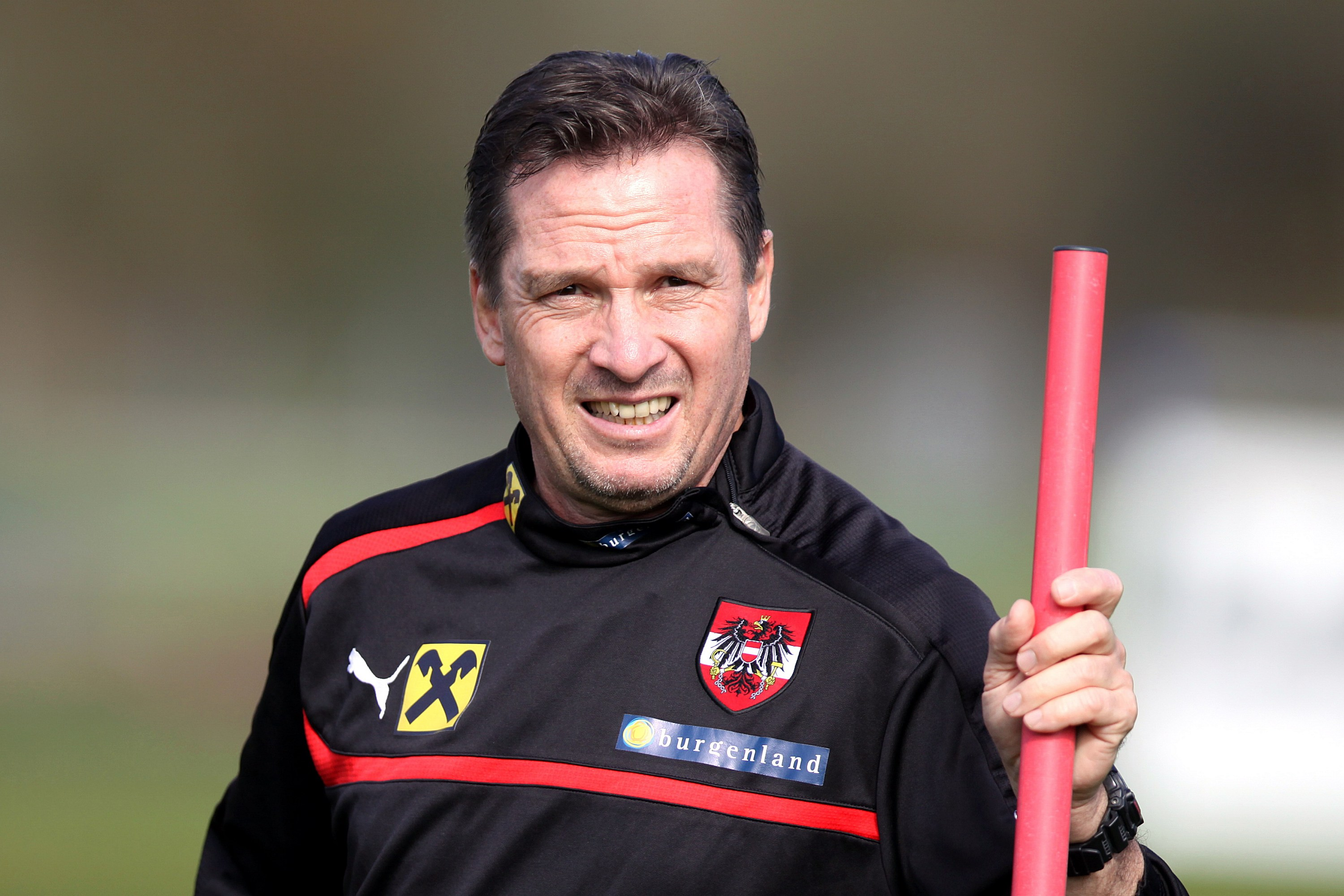
Werner Gregoritsch

La nazionale Under-21 di calcio dell'Austria è la rappresentativa calcistica Under-21 dell'Austria ed è posta sotto l'egida della Österreichischer Fußball-Bund. La squadra partecipa all'Europeo di categoria, che si tiene ogni due anni.
Non si era mai qualificata per la fase finale di tale competizione fino all'edizione del 2017, nel 2009 è andata vicinissima a riuscirvi, venendo eliminata negli spareggi dalla Finlandia. Nel 2018 ha ottenuto, dopo i playoff, la qualificazione alla fase finale dell'europeo, che si è svolto nel giugno 2019 in Italia ed a San Marino, chiudendo, però, alla fase a gironi.

## Partecipazioni ai tornei internazionali

### Campionato europeo Under-21
- 1978: Non qualificata
- 1980: Non partecipante
- 1982: Non qualificata
- 1984: Non qualificata
- 1986: Non qualificata
- 1988: Non qualificata
- 1990: Non qualificata
- 1992: Non qualificata
- 1994: Non qualificata
- 1996: Non qualificata
- 1998: Non qualificata
- 2000: Non qualificata
- 2002: Non qualificata
- 2004: Non qualificata
- 2006: Non qualificata
- 2007: Non qualificata
- 2009: Non qualificata
- 2011: Non qualificata
- 2013: Non qualificata
- 2015: Non qualificata
- 2017: Non qualificata
- 2019: Primo turno
- 2021: Non qualificata

## Commissari tecnici
- 1977-1985: ?
- 1985-1987: August Starek
- 1987: Josef Hickersberger
- 1988-19??: Walter Gebhardt
- 1991-1992: Dietmar Constantini
- 1992-1993: Herbert Prohaska
- 1993-1994: Bruno Pezzey
- 1995-1996: Heribert Weber
- 1996-1999: Ernst Weber
- 1999-2006: Willibald Ruttensteiner
- 2006-2009: Manfred Zsak
- 2009-2012: Andreas Herzog
- 2012-oggi: Werner Gregoritsch

## Tutte le rose

### Europei Under-21
Campionato d'Europa Under-21 UEFA 20191 Kreidl, 2 Friedl, 3 Karic, 4 Posch, 5 Lienhart, 6 Danso, 7 Grbić, 8 X. Schlager, 9 Kvasina, 10 Gluhakovic, 11 Honsak, 12 Pentz, 13 Ullmann, 14 Balić, 15 Maresic, 16 Kalajdžić, 17 Ljubic, 18 Ljubicic, 19 Wolf, 20 Baumgartner, 21 Horvath, 22 Ingolitsch, 23 A. Schlager, CT: Gregoritsch